# Saison 7 de Mask Singer
La septième saison de Mask Singer est une émission de télévision française hebdomadaire présentant une compétition de chant de type télé-crochet, diffusée sur la chaîne nationale privée française TF1, entre le 2 mai 2025 et le 27 juin 2025. Le jeu est animé par Camille Combal.

## Spécificités de la nouvelle saison
Comme les deux éditions des années précédentes, les quatre enquêteurs se disputent la compétition du prono d'or; lors d'une intervention, s'il pense avoir trouvé l'identité d'un personnage, le candidat enquêteur peut actionner un canon à confettis ou kabuki et écrire le nom de l'intéressé dans une enveloppe. Après vérification par huissier de justice, si le nom est correct, il remporte un point et un indice concernant un autre personnage en compétition. S'il se trompe, il ne peut plus utiliser le prono d'or durant le reste de la saison. L’enquêteur ne peut kabuker qu'une seule fois par émission. Un personnage ne peut être kabuké qu'une seule fois.
Après chaque prestation des candidats, les enquêteurs doivent réussir un mini jeu sous forme de charade, de devinette silhouette ou de reconnaissance vocale, pour bénéficier d'un indice ou pour poser une question, avant de donner leur pronostic. Contrairement aux saisons précédentes, trois stars internationales sont présentes sur scène avant de se démasquer. Comme les saisons précédentes, deux autres célébrités sont invitées et, après avoir fait une prestation sous un costume, elles sont conviées à rejoindre le jury d'enquêteurs le temps d'un épisode. Comme lors des trois saisons précédentes, un 13e candidat Porcelaine fait sa prestation durant deux ballottages avec les autres participants puis, deux votes décident s’il participe à la suite de la compétition ou s’il doit se démasquer.

## Participants

### Présentateur
Cette édition, comme les six précédentes, est présentée par Camille Combal,.

### Enquêteurs
Le jury d'enquêteurs de cette septième saison est modifié : 
- Kev Adams, humoriste et acteur ;
- Chantal Ladesou, humoriste et actrice ;
- Élodie Poux, humoriste, chroniqueuse et comédienne ;
- Laurent Ruquier, animateur et producteur.

Des enquêteurs surprise se joignent aux autres enquêteurs après avoir fait une prestation, masqués eux aussi, le temps d'une soirée :
- Arnaud Ducret sous le masque du burger, humoriste et acteur (5e épisode).
- Cristina Córdula, animatrice et conseillère en image. Contrairement aux autres invités, elle n'a ni chanté ni porté de costume (6e épisode)
- Jarry sous le masque du pilote, humoriste, acteur, animateur et ancien enquêteur de l'émission lors des saisons 1 à 3 (7e épisode).

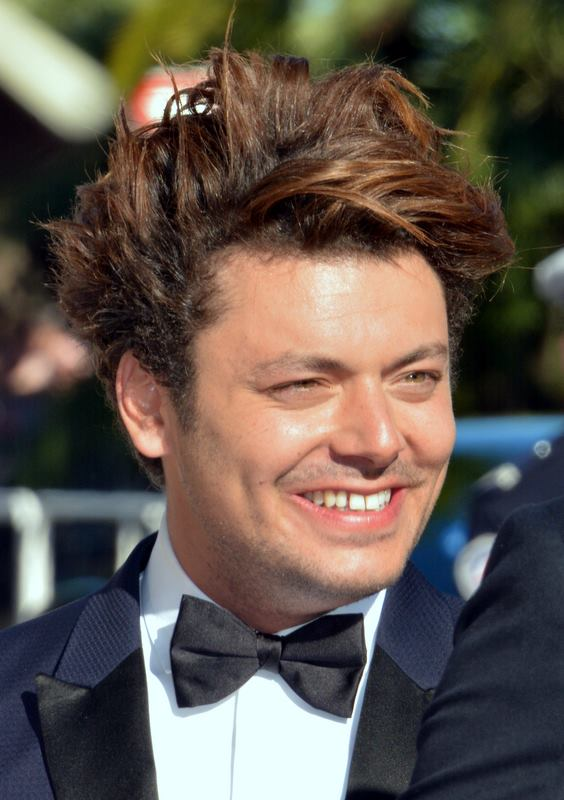
Kev Adams
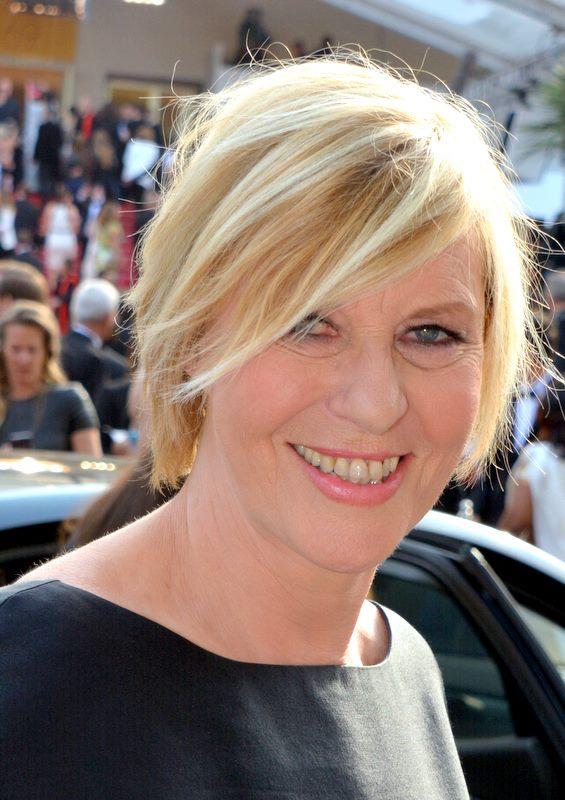
Chantal Ladesou
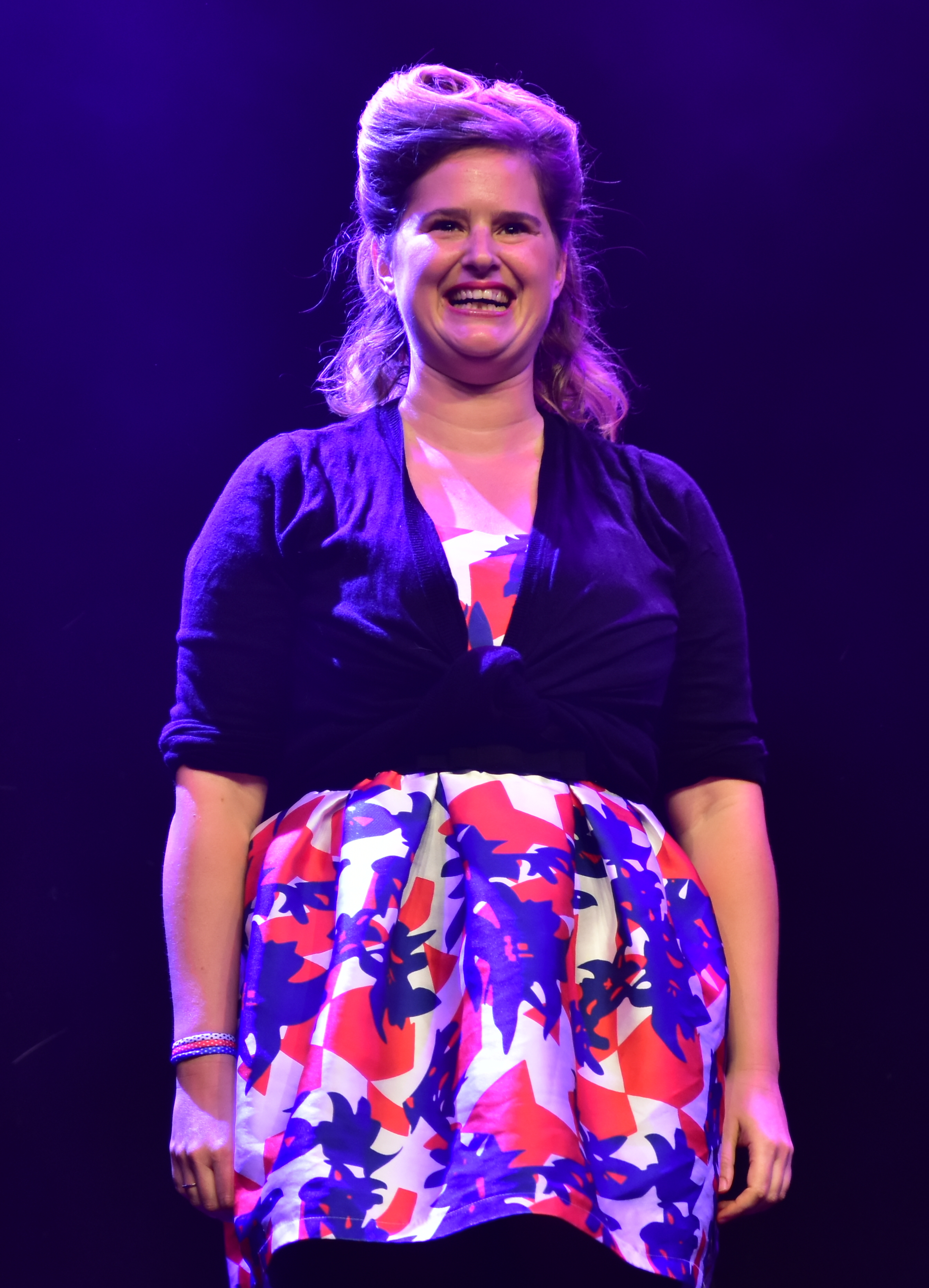
Élodie Poux
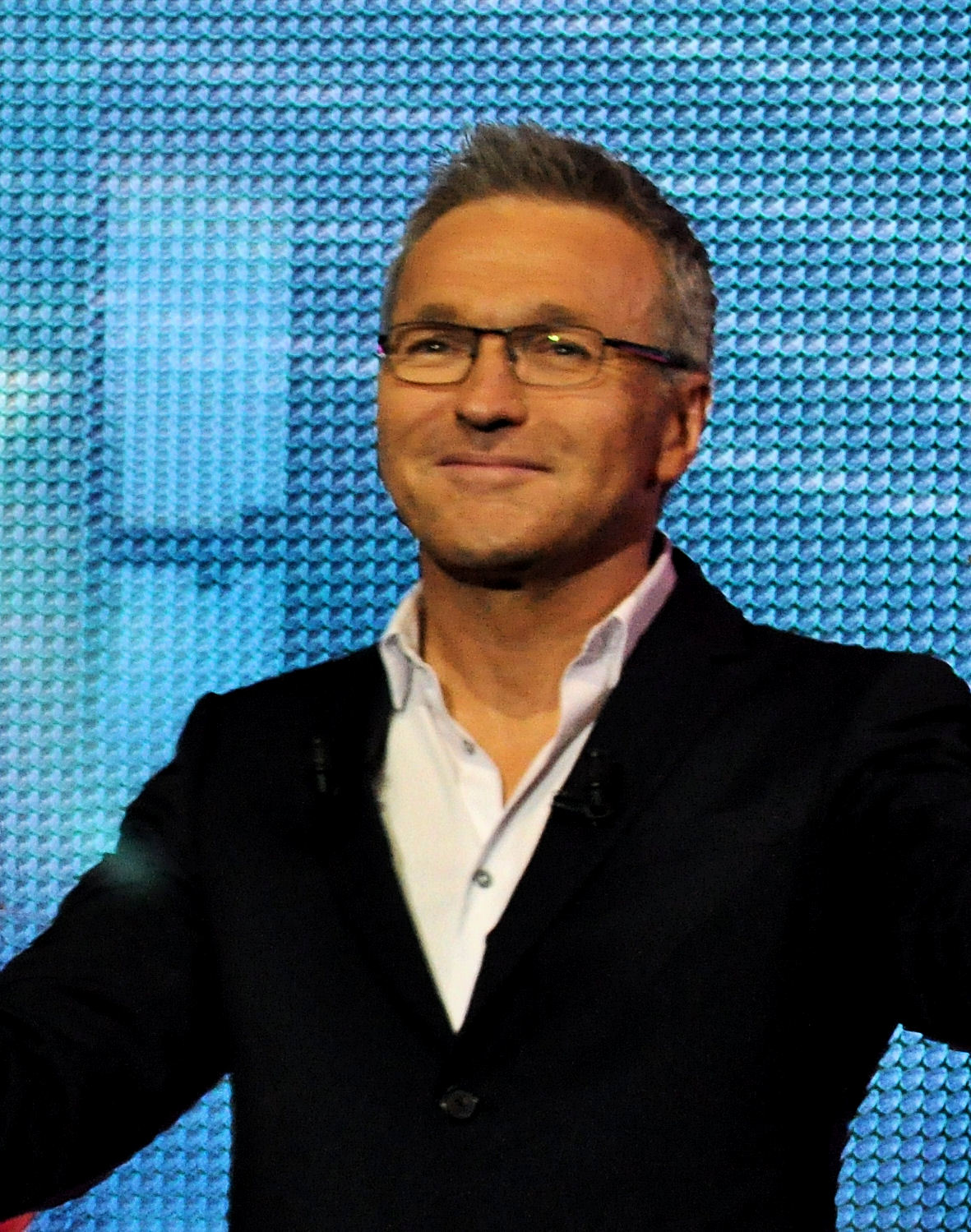
Laurent Ruquier
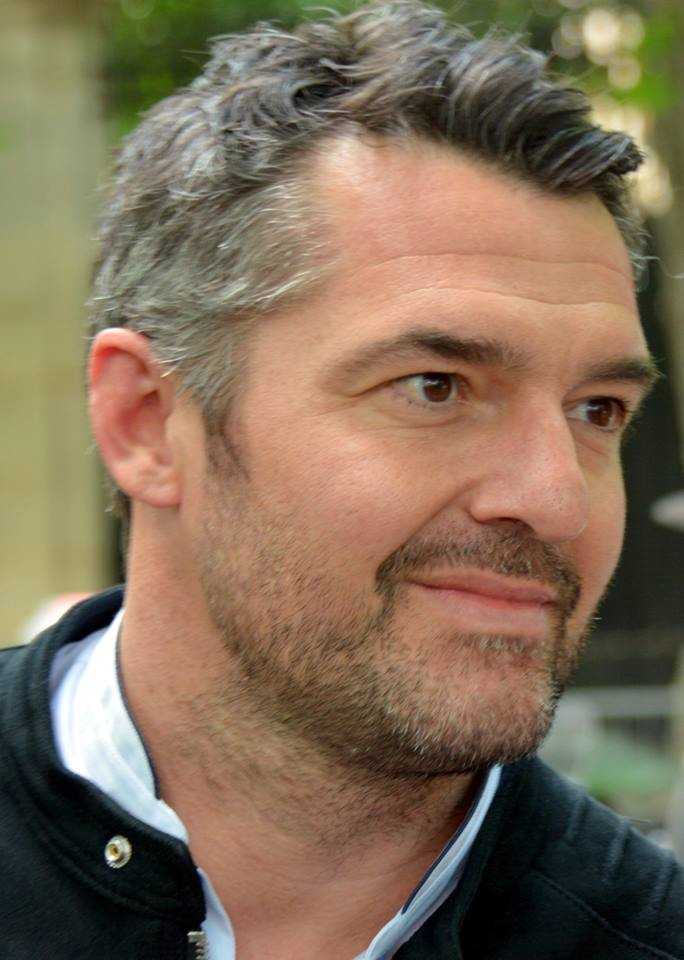
Arnaud Ducret
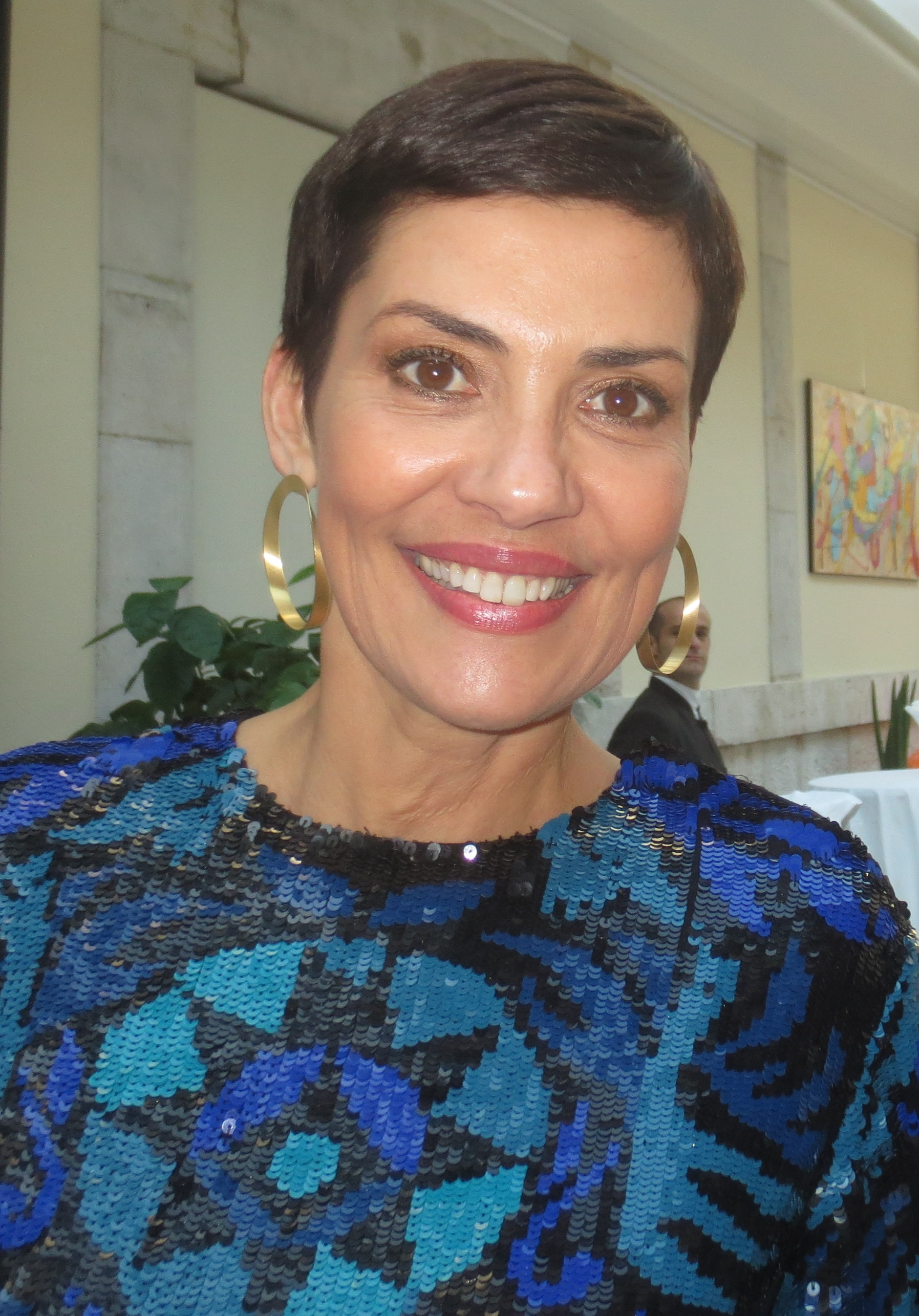
Cristina Córdula
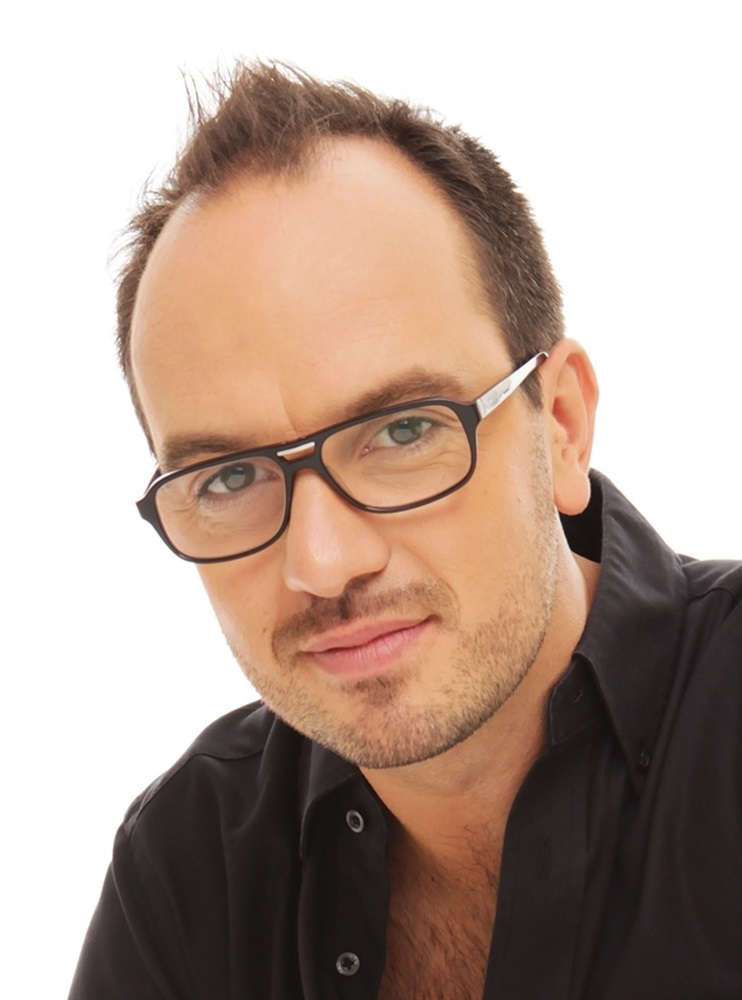
Jarry

### Participants
| Personnalité                 | Personnalité       | Âge    | Occupation                                         | Costume      | Statut                       | Classement |
| ---------------------------- | ------------------ | ------ | -------------------------------------------------- | ------------ | ---------------------------- | ---------- |
| Illustration manquante       | Lola Dubini        | 31 ans | Chanteuse et comédienne                            | Girafe       | Démasqués lors du 9e épisode | 1re        |
| Pierre-François Martin-Laval | Pef                | 57 ans | Humoriste, acteur, metteur en scène et réalisateur | Vache        | Démasqués lors du 9e épisode | 2e         |
| Séverine Ferrer              | Séverine Ferrer    | 47 ans | Animatrice et comédienne                           | Chaton       | Démasqués lors du 9e épisode | 3e         |
| Anne Sila                    | Anne Sila          | 35 ans | Chanteuse                                          | Cygne        | Démasquée lors du 8e épisode | 4e         |
| Damien Sargue                | Damien Sargue      | 43 ans | Chanteur                                           | Bison        | Démasqué lors du 7e épisode  | 5e         |
| LeBouseuh                    | LeBouseuh          | 30 ans | Créateur de contenus                               | Brocoli      | Démasqués lors du 6e épisode |            |
| Michaël Gregorio             | Michaël Gregorio   | 40 ans | Imitateur et comédien                              | Porcelaine   | Démasqués lors du 6e épisode |            |
| Romane Dicko                 | Romane Dicko       | 25 ans | Championne olympique de judo                       | Panda roux   | Démasquée lors du 5e épisode |            |
| Philippe Candeloro           | Philippe Candeloro | 53 ans | Patineur artistique                                | Fraisier     | Démasqués lors du 4e épisode |            |
| Illustration manquante       | Marie-Ange Nardi   | 64 ans | Animatrice de télévision                           | Dame de cœur | Démasqués lors du 4e épisode |            |
| Jean-Philippe Janssens       | Jeanfi Janssens    | 51 ans | Humoriste                                          | Autruche     | Démasqué lors du 3e épisode  |            |
| Hélène Rollès                | Hélène Rollès      | 58 ans | Chanteuse et comédienne                            | Bolide       | Démasquée lors du 2e épisode |            |
| Patrick Sébastien            | Patrick Sébastien  | 71 ans | Animateur, chanteur, imitateur et producteur       | Rhino        | Démasqué lors du 1er épisode |            |

| Personnalité    | Personnalité    | Âge    | Occupation                         | Costume     | Statut                       |
| --------------- | --------------- | ------ | ---------------------------------- | ----------- | ---------------------------- |
| Patrick Duffy   | Patrick Duffy   | 76 ans | Acteur                             | Grenouille  | Démasqué lors du 8e épisode  |
| La Toya Jackson | La Toya Jackson | 68 ans | Chanteuse, auteure et compositrice | Impératrice | Démasquée lors du 3e épisode |
| Shaggy          | Shaggy          | 56 ans | Chanteur, musicien et DJ           | Cyclope     | Démasqué lors du 2e épisode  |

## Bilan par épisode
| Lola Dubini        | Girafe       |  |  |                      |                      |                       |                       |                       |                       |                       |                       |                       |                       |                       |                       |                       |                       |                       |                       |                       |                       |                       |                       |                       |                       |                       |                       |                       |                       |                       |                       |                       |                       |                       |                      |                      |                      |                      |                      |                      |                      |
| Pef                | Vache        |  |  |                      |                      |                       |                       |                       |                       |                       |                       |                       |                       |                       |                       |                       |                       |                       |                       |                       |                       |                       |                       |                       |                       |                       |                       |                       |                       |                       |                       |                       |                       |                       |                      |                      |                      |                      |                      |                      |                      |
| Séverine Ferrer    | Chaton       |  |  |                      |                      |                       |                       |                       |                       |                       |                       |                       |                       |                       |                       |                       |                       |                       |                       |                       |                       | Démasquée (Épisode 9) |                       |                       |                       |                       |                       |                       |                       |                       |                       |                       |                       |                       |                      |                      |                      |                      |                      |                      |                      |
| Anne Sila          | Cygne        |  |  |                      |                      |                       |                       |                       |                       |                       |                       |                       |                       |                       |                       |                       |                       |                       |                       |                       | Démasqué (Épisode 8)  | Démasqué (Épisode 8)  | Démasqué (Épisode 8)  | Démasqué (Épisode 8)  | Démasqué (Épisode 8)  | Démasqué (Épisode 8)  | Démasqué (Épisode 8)  | Démasqué (Épisode 8)  | Démasqué (Épisode 8)  | Démasqué (Épisode 8)  | Démasqué (Épisode 8)  | Démasqué (Épisode 8)  | Démasqué (Épisode 8)  | Démasqué (Épisode 8)  | Démasqué (Épisode 8) | Démasqué (Épisode 8) | Démasqué (Épisode 8) | Démasqué (Épisode 8) | Démasqué (Épisode 8) | Démasqué (Épisode 8) | Démasqué (Épisode 8) |
| Damien Sargue      | Bison        |  |  |                      |                      |                       |                       |                       |                       |                       |                       |                       |                       |                       |                       |                       |                       |                       | Démasqué (Épisode 7)  | Démasqué (Épisode 7)  | Démasqué (Épisode 7)  | Démasqué (Épisode 7)  | Démasqué (Épisode 7)  | Démasqué (Épisode 7)  | Démasqué (Épisode 7)  | Démasqué (Épisode 7)  | Démasqué (Épisode 7)  | Démasqué (Épisode 7)  | Démasqué (Épisode 7)  | Démasqué (Épisode 7)  | Démasqué (Épisode 7)  | Démasqué (Épisode 7)  | Démasqué (Épisode 7)  | Démasqué (Épisode 7)  | Démasqué (Épisode 7) | Démasqué (Épisode 7) | Démasqué (Épisode 7) | Démasqué (Épisode 7) | Démasqué (Épisode 7) |                      |                      |
| LeBouseuh          | Brocoli      |  |  |                      |                      |                       |                       |                       |                       |                       |                       |                       |                       |                       |                       |                       | Démasqué (Épisode 6)  | Démasqué (Épisode 6)  | Démasqué (Épisode 6)  | Démasqué (Épisode 6)  | Démasqué (Épisode 6)  | Démasqué (Épisode 6)  | Démasqué (Épisode 6)  | Démasqué (Épisode 6)  | Démasqué (Épisode 6)  | Démasqué (Épisode 6)  | Démasqué (Épisode 6)  | Démasqué (Épisode 6)  | Démasqué (Épisode 6)  | Démasqué (Épisode 6)  | Démasqué (Épisode 6)  | Démasqué (Épisode 6)  | Démasqué (Épisode 6)  | Démasqué (Épisode 6)  | Démasqué (Épisode 6) | Démasqué (Épisode 6) | Démasqué (Épisode 6) |                      |                      |                      |                      |
| Michaël Gregorio   | Porcelaine   |  |  |                      |                      |                       |                       |                       |                       |                       |                       |                       |                       |                       |                       | Démasqué (Épisode 6)  | Démasqué (Épisode 6)  | Démasqué (Épisode 6)  | Démasqué (Épisode 6)  | Démasqué (Épisode 6)  | Démasqué (Épisode 6)  | Démasqué (Épisode 6)  | Démasqué (Épisode 6)  | Démasqué (Épisode 6)  | Démasqué (Épisode 6)  | Démasqué (Épisode 6)  | Démasqué (Épisode 6)  | Démasqué (Épisode 6)  | Démasqué (Épisode 6)  | Démasqué (Épisode 6)  | Démasqué (Épisode 6)  | Démasqué (Épisode 6)  | Démasqué (Épisode 6)  | Démasqué (Épisode 6)  | Démasqué (Épisode 6) | Démasqué (Épisode 6) |                      |                      |                      |                      |                      |
| Romane Dicko       | Panda roux   |  |  |                      |                      |                       |                       |                       |                       |                       |                       |                       |                       | Démasquée (Épisode 5) | Démasquée (Épisode 5) | Démasquée (Épisode 5) | Démasquée (Épisode 5) | Démasquée (Épisode 5) | Démasquée (Épisode 5) | Démasquée (Épisode 5) | Démasquée (Épisode 5) | Démasquée (Épisode 5) | Démasquée (Épisode 5) | Démasquée (Épisode 5) | Démasquée (Épisode 5) | Démasquée (Épisode 5) | Démasquée (Épisode 5) | Démasquée (Épisode 5) | Démasquée (Épisode 5) | Démasquée (Épisode 5) | Démasquée (Épisode 5) | Démasquée (Épisode 5) | Démasquée (Épisode 5) | Démasquée (Épisode 5) |                      |                      |                      |                      |                      |                      |                      |
| Philippe Candeloro | Fraisier     |  |  |                      |                      |                       |                       |                       |                       |                       |                       | Démasquée (Épisode 4) | Démasquée (Épisode 4) | Démasquée (Épisode 4) | Démasquée (Épisode 4) | Démasquée (Épisode 4) | Démasquée (Épisode 4) | Démasquée (Épisode 4) | Démasquée (Épisode 4) | Démasquée (Épisode 4) | Démasquée (Épisode 4) | Démasquée (Épisode 4) | Démasquée (Épisode 4) | Démasquée (Épisode 4) | Démasquée (Épisode 4) | Démasquée (Épisode 4) | Démasquée (Épisode 4) | Démasquée (Épisode 4) | Démasquée (Épisode 4) | Démasquée (Épisode 4) | Démasquée (Épisode 4) | Démasquée (Épisode 4) |                       |                       |                      |                      |                      |                      |                      |                      |                      |
| Marie-Ange Nardi   | Dame de cœur |  |  |                      |                      |                       |                       |                       |                       | Démasquée (Épisode 4) | Démasquée (Épisode 4) | Démasquée (Épisode 4) | Démasquée (Épisode 4) | Démasquée (Épisode 4) | Démasquée (Épisode 4) | Démasquée (Épisode 4) | Démasquée (Épisode 4) | Démasquée (Épisode 4) | Démasquée (Épisode 4) | Démasquée (Épisode 4) | Démasquée (Épisode 4) | Démasquée (Épisode 4) | Démasquée (Épisode 4) | Démasquée (Épisode 4) | Démasquée (Épisode 4) | Démasquée (Épisode 4) | Démasquée (Épisode 4) | Démasquée (Épisode 4) | Démasquée (Épisode 4) | Démasquée (Épisode 4) |                       |                       |                       |                       |                      |                      |                      |                      |                      |                      |                      |
| Jeanfi Janssens    | Autruche     |  |  |                      |                      |                       |                       | Démasqué (Épisode 3)  | Démasqué (Épisode 3)  | Démasqué (Épisode 3)  | Démasqué (Épisode 3)  | Démasqué (Épisode 3)  | Démasqué (Épisode 3)  | Démasqué (Épisode 3)  | Démasqué (Épisode 3)  | Démasqué (Épisode 3)  | Démasqué (Épisode 3)  | Démasqué (Épisode 3)  | Démasqué (Épisode 3)  | Démasqué (Épisode 3)  | Démasqué (Épisode 3)  | Démasqué (Épisode 3)  | Démasqué (Épisode 3)  | Démasqué (Épisode 3)  | Démasqué (Épisode 3)  | Démasqué (Épisode 3)  | Démasqué (Épisode 3)  | Démasqué (Épisode 3)  |                       |                       |                       |                       |                       |                       |                      |                      |                      |                      |                      |                      |                      |
| Hélène Rollès      | Bolide       |  |  |                      |                      | Démasquée (Épisode 2) | Démasquée (Épisode 2) | Démasquée (Épisode 2) | Démasquée (Épisode 2) | Démasquée (Épisode 2) | Démasquée (Épisode 2) | Démasquée (Épisode 2) | Démasquée (Épisode 2) | Démasquée (Épisode 2) | Démasquée (Épisode 2) | Démasquée (Épisode 2) | Démasquée (Épisode 2) | Démasquée (Épisode 2) | Démasquée (Épisode 2) | Démasquée (Épisode 2) | Démasquée (Épisode 2) | Démasquée (Épisode 2) | Démasquée (Épisode 2) | Démasquée (Épisode 2) | Démasquée (Épisode 2) | Démasquée (Épisode 2) |                       |                       |                       |                       |                       |                       |                       |                       |                      |                      |                      |                      |                      |                      |                      |
| Patrick Sébastien  | Rhino        |  |  | Démasqué (Épisode 1) | Démasqué (Épisode 1) | Démasqué (Épisode 1)  | Démasqué (Épisode 1)  | Démasqué (Épisode 1)  | Démasqué (Épisode 1)  | Démasqué (Épisode 1)  | Démasqué (Épisode 1)  | Démasqué (Épisode 1)  | Démasqué (Épisode 1)  | Démasqué (Épisode 1)  | Démasqué (Épisode 1)  | Démasqué (Épisode 1)  | Démasqué (Épisode 1)  | Démasqué (Épisode 1)  | Démasqué (Épisode 1)  | Démasqué (Épisode 1)  | Démasqué (Épisode 1)  | Démasqué (Épisode 1)  | Démasqué (Épisode 1)  | Démasqué (Épisode 1)  |                       |                       |                       |                       |                       |                       |                       |                       |                       |                       |                      |                      |                      |                      |                      |                      |                      |

Légende
- Candidat ne participant pas à l'épisode.
- Candidat ne participant pas à l'épreuve.
- Candidat vainqueur du duel, et donc qualifié pour l'étape ou l'épisode suivant.
- Candidat ayant échoué à son duel, et donc envoyé en ballottage.
- Candidat sauvé lors du ballottage, et donc maintenu en lice pour l'étape ou l'épisode suivant.
- Candidat éliminé de la compétition, et démasqué.
- Vainqueur de la compétition.
- Candidat terminant deuxième de la compétition.
- Candidat terminant troisième de la compétition.

## Bilan pour le prono d’or
| Candidats   | Candidats   | Enquêteurs                                             | Enquêteurs                                             | Enquêteurs                                             | Enquêteurs                                             |
| Candidats   | Candidats   | Kev Adams                                              | Chantal Ladesou                                        | Élodie Poux                                            | Laurent Ruquier                                        |
| ----------- | ----------- | ------------------------------------------------------ | ------------------------------------------------------ | ------------------------------------------------------ | ------------------------------------------------------ |
| 1er épisode | Autruche    |                                                        | L'enquêteur a trouvé son identité et remporte 1 point. |                                                        |                                                        |
| 2e épisode  | Vache       | L’enquêteur a trouvé son identité et remporte 1 point. |                                                        |                                                        | L'enquêteur a trouvé son identité et remporte 1 point. |
| 3e épisode  | Impératrice |                                                        |                                                        | L'enquêteur a trouvé son identité et remporte 1 point. |                                                        |
| 3e épisode  | Brocoli     | L'enquêteur a trouvé son identité et remporte 1 point. |                                                        |                                                        |                                                        |
| 4e épisode  | Porcelaine  |                                                        |                                                        |                                                        | L'enquêteur a trouvé son identité et remporte 1 point. |
| 4e épisode  | Fraisier    |                                                        | L'enquêteur a trouvé son identité et remporte 1 point. |                                                        |                                                        |
| 5e épisode  | Girafe      | L'enquêteur a trouvé son identité et remporte 1 point. |                                                        |                                                        |                                                        |
| 5e épisode  | Bison       |                                                        | L'enquêteur a trouvé son identité et remporte 1 point. |                                                        |                                                        |
| 6e épisode  | Chaton      | L'enquêteur a trouvé son identité et remporte 1 point. |                                                        |                                                        |                                                        |
| 6e épisode  | Cygne       |                                                        |                                                        |                                                        | L'enquêteur a trouvé son identité et remporte 1 point. |
| 8e épisode  | Grenouille  |                                                        |                                                        |                                                        | L'enquêteur a trouvé son identité et remporte 1 point. |
|             |             |                                                        |                                                        |                                                        |                                                        |
| Total :     | Total :     | 4                                                      | 3                                                      | 1                                                      | 4                                                      |
| Vainqueur : | Vainqueur : | Kev Adams et Laurent Ruquier                           | Kev Adams et Laurent Ruquier                           | Kev Adams et Laurent Ruquier                           | Kev Adams et Laurent Ruquier                           |

## Résumés détaillés

### 1erépisode, le2 mai 2025
Dans ce premier épisode, six personnalités s'affrontent et le personnage du créateur fou délivre quelques indices sur les candidats. Avant de passer aux votes, les personnalités doivent chanter une deuxième fois. Un premier truel voit s'affronter la girafe, le rhino et le cygne. À l'issue de cette épreuve, la girafe et le cygne sont qualifiés, tandis que le rhino est le premier en ballottage. 
Ensuite, un deuxième truel voit s'affronter l'autruche, le chaton et le brocoli. Durant la première prestation de l'autruche, Chantal Ladesou identifie la personne derrière le costume, laquelle remporte ainsi un point pour le Prono d'or. À l'issue de ce jeu, l'autruche et le chaton sont qualifiés, tandis que le brocoli rejoint le rhino en ballottage. À l'issue de la soirée, le rhino est le premier éliminé. Le public assiste dès lors au démasquage de l'animateur, chanteur, imitateur et producteur Patrick Sébastien.

### 2eépisode, le9 mai 2025
Dans ce deuxième épisode, six personnalités s'affrontent et le personnage du créateur fou précise quelques indices sur les candidats. Un premier duel voit s'affronter le bison et le bolide. À l'issue de ce dernier, le bison est qualifié, tandis que le bolide est le premier en ballottage. Une « star internationale » participe à cette deuxième soirée, sous le costume du cyclope. Après avoir interprété Could You Be Loved de Bob Marley & The Wailers, le cyclope est invité à enlever son masque, révélant le chanteur, musicien et DJ Shaggy. Ensuite, le deuxième duel oppose la vache à la dame de cœur. Durant la prestation de la vache, Kev Adams et Laurent Ruquier identifient la personne sous le costume et remportent ainsi un point chacun, pour le Prono d'or. À l'issue de ce deuxième duel, la vache est qualifiée, tandis que la dame de cœur rejoint le bolide en ballottage. Enfin, le fraisier et le panda roux s'affrontent pour le troisième duel. À l'issue de ce dernier, le panda roux est qualifié alors que le fraisier rejoint le bolide et la dame de cœur, en danger. En ballottage, le bolide, la dame de cœur et le fraisier chantent une deuxième fois et à l'issue d'un second vote et le bolide est éliminé révélant la chanteuse et comédienne Hélène Rollès.

### 3eépisode, le16 mai 2025, spéciale été
Dans ce troisième épisode, cinq personnalités qualifiées lors du premier prime s'affrontent sur les plus grands tubes musicaux de l'été. Tout d'abord, une « star internationale » participe à cette troisième soirée sous le costume de l'impératrice. Durant sa prestation, Élodie Poux identifie la célébrité derrière le costume et remporte ainsi un point pour le Prono d'or. Ensuite, un premier duel oppose le cygne au brocoli. À l'issue de ce dernier, le brocoli est qualifié, tandis que le cygne est le premier en ballottage. Après la prestation du brocoli, Kev Adams identifie la personne sous le masque. Il gagne ainsi un deuxième point pour le Prono d'or. Après avoir interprété Hung Up de Madonna, l'impératrice est invitée à enlever son masque, révélant la chanteuse, auteure et compositrice La Toya Jackson et participe ainsi à une seconde édition du concours, après avoir été un concurrent régulier aux États-Unis, sous le costume d'un Alien. Enfin, un truel voit s'affronter le chaton, la girafe et l'autruche. À l'issue de cette épreuve, le chaton et la girafe sont qualifiés. L'autruche rejoint ainsi le cygne en ballottage. À l'issue d'un second vote, l'autruche est éliminée et révèle être l'humoriste Jeanfi Janssens, lequel a menti à Laurent Ruquier sur sa participation.

### 4eépisode, le23 mai 2025, spéciale comédies musicales
Dans ce quatrième épisode, cinq personnalités qualifiées lors du deuxième prime s'affrontent sur les plus grands succès de comédies musicales et de films musicaux. Tout d'abord, un duel oppose le bison à la dame de cœur. À l'issue de ce dernier, le bison est qualifié tandis que la dame de cœur est en ballottage. La porcelaine fait ensuite son entrée pour essayer d'intégrer la compétition. Après sa prestation, Laurent Ruquier identifie la personne derrière le costume. Il gagne ainsi un deuxième point pour le Prono d'or. À l'issue du premier ballottage, la dame de cœur est éliminée, révélant l'animatrice Marie-Ange Nardi. Ensuite, un truel voit s'affronter le panda roux, la vache et le fraisier. Après la prestation du fraisier, Chantal Ladesou identifie la personne costumée. Elle remporte ainsi un deuxième point pour le Prono d'or. À l'issue de ce truel, le panda roux et la vache sont qualifiés tandis que le fraisier est en ballottage face à la porcelaine. À l'issue du second ballottage, le fraisier est éliminé, révélant le patineur artistique Philippe Candeloro. 

### 5eépisode, le30 mai 2025, spéciale années 90
Dans ce cinquième épisode, les huit personnages encore en course s'affrontent sur les plus grands tubes musicaux des années 1990. Afin d'aider les quatre enquêteurs, un invité déguisé en burger dévoile des indices sur lui puis interprète la chanson Pour que tu m'aimes encore, de Céline Dion. Sous le costume se trouve Arnaud Ducret, lequel devient l’enquêteur de la soirée. Ensuite, un duel oppose la girafe à la vache. Avant la prestation de la girafe, Kev Adams identifie la personne derrière le costume. Il gagne ainsi un troisième point pour le Prono d'or. À l'issue de ce duel, la vache est qualifiée, tandis que la girafe est en ballottage. Un deuxième duel voit s'affronter le cygne et le chaton. À l'issue de ce dernier, le cygne est qualifié. Le chaton rejoint dès lors la girafe, en ballottage. De plus, le bison affronte le panda roux pour le troisième duel. Durant la prestation du bison, Chantal Ladesou identifie la personne dissimulée. Elle gagne ainsi un troisième point pour le Prono d'or. À l'issue de ce duel, le bison est qualifié, tandis que le panda roux rejoint la girafe et le chaton en ballottage. Pour le dernier duel, un affrontement se noue entre la porcelaine et le brocoli. La porcelaine est qualifiée tandis que le brocoli rejoint la girafe, le chaton et le panda roux en ballottage. À l'issue du ballottage, le panda roux est éliminé, révélant la championne olympique de judo Romane Dicko. 

### 6eépisode, le6 juin 2025, spéciale sorcellerie
Pour ce sixième épisode placé sous le signe de la sorcellerie, les sept candidats encore en lice délivrent des indices s’inspirant de l’univers de la saga Harry Potter. L'animatrice Cristina Córdula rejoint Kev Adams, Chantal Ladesou, Élodie Poux et Laurent Ruquier, pour les aider le temps de cette soirée. Un premier duel voit s'affronter le chaton et le bison. Pendant la prestation du chaton, Kev Adams identifie la personne derrière le costume. Il gagne ainsi un quatrième point pour le Prono d'or. À l'issue de ce duel, le bison est qualifié tandis que le chaton est en ballottage. Ensuite, un deuxième duel oppose la vache à la porcelaine. À l'issue de ce dernier, la vache est qualifiée. La porcelaine rejoint donc le chaton en ballottage. À l'issue du premier ballottage, la porcelaine est le premier personnage éliminé de la soirée et révèle l'imitateur et comédien Michaël Gregorio. 
Pour le dernier duel, un affrontement à trois s'installe entre la girafe, le brocoli et le cygne. Au début de la prestation du cygne, Laurent Ruquier identifie la personne derrière le costume. Il remporte ainsi un troisième point pour le Prono d'or. À l'issue de ce truel, le brocoli est le deuxième personnage éliminé de la soirée, révélant le YouTubeur LeBouseuh. 

### 7eépisode, le13 juin 2025, les quarts de finale spéciale karaoké
Ce septième épisode est placé sous le signe du karaoké. Afin d'aider les quatre enquêteurs, un invité déguisé en pilote dévoile des indices sur lui puis interprète la chanson La Vie par procuration de Jean-Jacques Goldman. Sous le costume se trouve l'ancien enquêteur Jarry devenant l'enquêteur de la soirée. Un premier duel voit s'affronter la girafe et le chaton. À l'issue de ce dernier, la girafe est le premier personnage qualifié pour la demi-finale tandis que le chaton est en ballottage. Pour le dernier duel, un affrontement à trois se noue entre le bison, le cygne et la vache. À l'issue de ce truel, le bison rejoint le chaton en ballottage pour une deuxième prestation. 
À l'issue de ce ballottage, le bison est éliminé, dévoilant le chanteur Damien Sargue. 

### 8eépisode, le20 juin 2025, la demi-finale spéciale Las Vegas
Ce huitième épisode est marqué par une demi-finale dans la magie de Las Vegas avec les prestidigitations du YouTubeur Donovan Haessy. Tout d'abord, une « star internationale » participe à cette huitième soirée sous le costume de la grenouille. Durant sa prestation, Laurent Ruquier identifie la célébrité derrière le costume et remporte un quatrième point pour le Prono d'or. Ensuite, un premier duel oppose la vache à la girafe. À l'issue de ce dernier, la vache est qualifiée tandis que la girafe est la première en ballottage. 
Après avoir interprété You Can Leave Your Hat On de Joe Cocker, la grenouille est invitée à enlever son masque, révélant l'acteur américain Patrick Duffy. 
De plus, un deuxième duel voit s'affronter le chaton et le cygne. Le chaton est le deuxième personnage qualifié pour la finale tandis le cygne rejoint la girafe en ballottage pour une deuxième prestation. À l'issue de ce ballottage, le cygne est éliminé, dévoilant la chanteuse Anne Sila. 

### 9eépisode, le27 juin 2025, la finale
La finale commence avec le retour des trois candidats des saisons précédentes : le papillon (Denitsa Ikonomova), l'épouvantail (Gérémy Crédeville) et le léopard (Chimène Badi), qui interprètent Tu me play de Juliette Armanet avant de rejoindre les finalistes. Les duos sont respectivement : la girafe avec le léopard, la vache avec l'épouvantail et le chaton avec le papillon.
À l'issue des prestations en duo, le chaton termine 3e et révèle l'animatrice et comédienne Séverine Ferrer qui a fait de la peine aux enfants.
La girafe et la vache s'affrontent en face-à-face pour la dernière fois. À l'issue du vote final, la girafe remporte le trophée. La vache terminant 2e au classement se démasque en premier. Il s'agit de l'humoriste, acteur, metteur en scène et réalisateur Pef. 
Plus tard, la girafe se démasque en dernier. La grande gagnante de cette saison est la chanteuse et comédienne Lola Dubini.

## Audiences et diffusion

### Mask Singer
En France, l'émission est diffusée les vendredis, depuis le 2 mai 2025. Un épisode dure environ 2 h 10 (publicités incluses), soit une diffusion de 21 h 10 à 23 h 20. 
| Épisode            | Date de diffusion  | Horaire de diffusion | Audience moyenne          | Audience moyenne | Audience moyenne | Classement des audiences | Réf.   |
| Épisode            | Date de diffusion  | Horaire de diffusion | Nombre de téléspectateurs | Part de marché   | Part de marché   | Classement des audiences | Réf.   |
| Épisode            | Date de diffusion  | Horaire de diffusion | Nombre de téléspectateurs | (4 ans et plus)  | (FRDA-50)        | Classement des audiences | Réf.   |
| ------------------ | ------------------ | -------------------- | ------------------------- | ---------------- | ---------------- | ------------------------ | ------ |
| 1                  | 2 mai 2025         | 21 h 10–22 h 20      | 3 010 000                 | 17,5 %           | 36 %             | 2e                       | [ 28 ] |
| 1                  | 2 mai 2025         | 22 h 25–23 h 40      | 2 660 000                 | 22 %             |                  | 1er                      | [ 28 ] |
| 2                  | 9 mai 2025         | 21 h 10–22 h 20      | 3 200 000                 | 17,6 %           | 38,2 %           | 2e                       | [ 29 ] |
| 2                  | 9 mai 2025         | 22 h 25–23 h 35      | 2 980 000                 | 23,2 %           | 45 %             | 2e                       | [ 29 ] |
| 3                  | 16 mai 2025        | 21 h 10–22 h 20      | 2 853 000                 | 16,6 %           | 36,6 %           | 2e                       | [ 30 ] |
| 3                  | 16 mai 2025        | 22 h 25–23 h 30      | 2 590 000                 | 19,7 %           | 37,9 %           | 2e                       | [ 30 ] |
| 4                  | 23 mai 2025        | 21 h 10–22 h 20      | 3 086 000                 | 17,9 %           | 35,3 %           | 2e                       | [ 31 ] |
| 4                  | 23 mai 2025        | 22 h 30–23 h 40      | 2 780 000                 | 22,4 %           | 39,1 %           | 2e                       | [ 31 ] |
| 5                  | 30 mai 2025        | 21 h 15–22 h 20      | 2 525 000                 | 15,8 %           | 29,4 %           | 2e                       | [ 32 ] |
| 5                  | 30 mai 2025        | 22 h 25–23 h 40      | 2 510 000                 | 21 %             | 38,6 %           | 2e                       | [ 32 ] |
| 6                  | 6 juin 2025        | 21 h 15–22 h 25      | 2 342 000                 | 12,8 %           | 26,3 %           | 3e                       | [ 33 ] |
| 6                  | 6 juin 2025        | 22 h 30–23 h 35      | 2 320 000                 | 19,3 %           | 30,9 %           | 3e                       | [ 33 ] |
| 7                  | 13 juin 2025       | 21 h 10–22 h 20      | 2 477 000                 | 15,2 %           | 30,9 %           | 2e                       | [ 34 ] |
| 7                  | 13 juin 2025       | 22 h 25–23 h 30      | 2 340 000                 | 19,4 %           | 31 %             | 2e                       | [ 34 ] |
| 8                  | 20 juin 2025       | 21 h 10–22 h 15      | 2 231 000                 | 14,5 %           | 27,4 %           | 2e                       | [ 35 ] |
| 8                  | 20 juin 2025       | 22 h 20–23 h 25      | 2 120 000                 | 17 %             | 28,7 %           | 2e                       | [ 35 ] |
| 9                  | 27 juin 2025       | 21 h 10–22 h 15      | 2 484 000                 | 16,6 %           | 29,9 %           | 2e                       | [ 36 ] |
| 9                  | 27 juin 2025       | 22 h 20–23 h 20      | 2 600 000                 | 21,9 %           | 37,9 %           | 2e                       | [ 36 ] |
|                    |                    |                      |                           |                  |                  |                          |        |
| Bilan de la saison | Bilan de la saison | P1                   | 2 690 000                 | 16,1 %           | 32,2 %           |                          | [ 37 ] |
| Bilan de la saison | Bilan de la saison | P2                   | 2 540 000                 | 20,7 %           | 36,1 %           |                          | [ 37 ] |

Légende :
- Plus hauts scores d'audiences
- Plus bas scores d'audiences